# Franz von Lauer

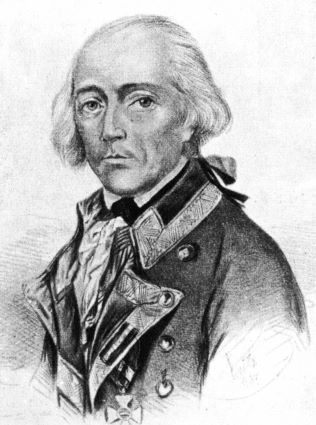
Franz von Lauer (1736–1803)

Freiherr Franz von Lauer (* 11. Mai 1736; † 11. September 1803 in Krems) war k. k. Feldzeugmeister und Kommandeur des Maria-Theresia-Ordens.

## Herkunft
Sein Vater war k. k. Offizier und schickte seinen Sohn zur militärische Ausbildung in der Ingenieur-Akademie. Nach seinem Abschluss kam er im Jahr 1755 als Kadett in das Geniekorps.

## Leben
Während des Siebenjährigen Krieges kämpfte er am 17. Juni 1757 in Kolin, am 13. Juli 1757 im Gefecht bei Gabel und am 19. Juli bei Zittau. Er nahm im November an der Belagerung von Schweidnitz teil sowie am 22. November an der Schlacht bei Breslau. Im Dezember geriet er bei Leuthen aber in Gefangenschaft. Im Laufe des Krieges wurde er in Anerkennung seiner Tüchtigkeit und Tapferkeit zum Hauptmann befördert.
Er fiel dem General Pellegrini auf, dieser begann, den jungen Offizier zu fördern. Lauer begleitete den General 1771 auf Inspektionsreisen durch Ungarn, Slavonien, das Banat und Siebenbürgen. 1773 wurde er zum Major befördert. In den Jahren 1775 und 1782 reiste Lauer auf eigene Kosten nach Italien, um die dortigen Festungen zu studieren. Als 1778 der bayerischen Erbfolgekrieg ausbrach, war er bereits Oberstleutnant. Im folgenden Jahr erhielt er den Auftrag, Festungen zu entwerfen, darunter auch die Festung Theresienstadt. Im Jahr 1783 wurde er zum Oberst befördert. 1787 erhielt er den Auftrag, die Festungswerke von Pleß instand zu setzen.
Im folgenden 8. Türkenkrieg kam er zur Hauptarmee und nahm an mehreren Belagerungen teil.
Im April 1788 erhielt er das Kommando über die Ingenieure bei der Belagerung von Dubicza. Bei der Belagerung von Belgrad organisierte er zur Zufriedenheit von Laudon und Pellegrini die Laufgräben und Barrikaden. Dafür erhielt er am 21. Dezember 1789 das Ritterkreuz des Maria-Theresia-Ordens, außerdem wurde er zum Generalmajor befördert.
Während des Ersten Koalitionskrieges besetzte er
die Festung Lauterburg, nachdem am 13. Oktober 1793 Lauterburger Linien erobert wurden. im November 1793 leitete er die Belagerung von Fort-Louis, welches nach der Einnahme am 18. Januar 1794 durch ihn gesprengt wurde. Im Jahr 1795 zeichnete er sich bei Mannheim aus: Ihm gelang die Einnahme des Galgenberges und der Neckarschanze (29. und 30. Oktober). Bei der Wiedereroberung Mannheims am 22. November zeichnete er unter feindlichem Feuer alle anzulegenden Werke, er leitete die Arbeiter persönlich an und war auch an den gefährlichsten Stellen persönlich anwesend. Dafür wurde er am 27. November 1795 mit dem Kommandeurskreuz des Maria-Theresia-Ordens ausgezeichnet.
Anschließend wurde er nach Wien zurück berufen und zum Prodirektor und Inspektor des Geniewesens, zum Oberdirektor der Ingenieurschule ernannt. Dazu erfolgte im März 1796 seiner Beförderung zum Feldmarschall-Lieutenant. Aber schon im Juli 1796 wurde er nach Mantua beordert, um die bedrohte Festung in den verteidigungsbereiten Zustand zu versetzen. Als aber die Franzosen dann über Kärnten in die Steiermark durchbrachen und Wien bedrohten, wurde er wieder zurückgeholt. Lauer wurde zum Festungskommandanten von Wien ernannt. Es kam kurz darauf am 17. Oktober 1797 zum Frieden von Campo Formio und Lauer erhielt die Ernennung zum General-Geniedirektor.
Aber schon bald brach der Zweite Koalitionskrieg aus. Im Jahr 1800 erhielt Erzherzog Johann das Kommando der Armee in Deutschland, ihm wurde auch Lauer zugeordnet. Er kämpfte noch am 3. Dezember 1800 in der Schlacht bei Hohenlinden. Nach der Niederlage wurde er im März 1801 unter Ernennung zum Feldzeugmeister in den Ruhestand versetzt.
Er lebte noch zwei Jahre in Krems, wo er 1803 verstarb.

## Familie
Er heiratete Maria d’Allio. Das Paar hatte mehrere Kinder, darunter zwei Töchter:
- Anna (* 1767) ⚭ 1786 Freiherr Aloisio von Farina (Neapel)
- Regina (* 1768) ⚭ 1791 Freiherr N.N. von Leutini (Neapel)
- Joseph (1769–1848), Feldzeugmeister ⚭ Maria Susanna von Haberecker (* 25. Februar 1805)

Nach dem Tod seiner ersten Frau heiratete er 1793 die Freiin Josepha von Retzer (8. April 1817).